# セシリア・フォルス
セシリア・フォルス（Cecilia Forss、1985年6月12日 - ）は、スウェーデンの女優。

## 出演作品
- シンプル・シモン I rymden finns inga känslor (2010) イェニファー